# Distribució hiper-Erlang

Esquema que mostra el sistema de cua equivalent a una distribució hiper-Erlang

En la teoria de la probabilitat, una distribució hiper-Erlang és una distribució de probabilitat contínua que pren una particular distribució d'Erlang Ei amb probabilitat pi. Una variable aleatòria distribuïda hiper-Erlang té una funció de densitat de probabilitat donada per
{\displaystyle A(x)=\sum _{i=1}^{n}p_{i}E_{l_{i}}(x)}
on cadascun dels pi > 0 amb el pi sumant fins a 1, i cadascuna de les Eli és una distribució Erlang amb li etapes cadascuna de les quals té el paràmetre λi.